# Diócesis de Arisitum
La diócesis de Arisitum o diócesis de Arisdium (en latín: Dioecesis Arisitensis) es una sede suprimida y ahora titular de la Iglesia católica.

## Historia
Arisitum era una antigua ciudad romana sede de un obispado merovingio que existió entre los siglos VI y VIII. La ubicación de la ciudad es incierta, aunque el Anuario Pontificio la sitúa entre Alès y Le Vigan.
Tras las campañas militares del rey Teodeberto I contra los visigodos en 534, parte de los territorios del sur de Francia fueron anexionados a los reinos francos. En particular, la diócesis de Nimes fue dividida entre los dos reinos, merovingio y visigodo. Alrededor de 570  Sigeberto, rey de Austrasia, fundó la diócesis de Arisitum en la parte merovingia de la diócesis de Nimes. Consistía en unas quince parroquias y agrupaba varias ciudades al norte de Cevenas: Alès, Le Vigan, Arre, Arrigas, Meyrueis, Saint-Jean-du-Gard, Anduze, Vissec.
Según la Historiam Francorum de Gregorio de Tours, el primer obispo fue Munderico. A su muerte, la diócesis pasó a la jurisdicción del obispo de Rodez Dalmacio. En 626/627, un obispo llamado Emmón estuvo presente en el concilio de Reims.
Según otro documento que data del siglo VIII,  Teodeberto II habría presentado el distrito de Arisitum al obispo de Metz Agiulfo, quien habría consagrado para esta sede a su hermano Deotario, y luego a su nieto Munderico. Si esta información es correcta, incluso Deotario habría precedido a Emmón, el último obispo conocido de Arisitum.
La diócesis desapareció en el siglo VIII cuando los francos conquistaron toda la Septimania. Con su supresión, el territorio volvió a la diócesis de Nimes.
Hoy Arisitum sobrevive como sede episcopal titular. El actual obispo titular desde 9 de febrero de 2009 es Patrick Le Gal, obispo auxiliar de Lyon.

## Obispos de Arisitum

### Obispos diocesanos de Arisitum
- Deotario †
- Munderico †
- Emmón † (mencionado al asistir al concilio de Reims en 626)

### Obispo titular de Arisitum
- Desde el 7 de julio de 2009: Mons. Patrick Le Gal (Sede titular de Arisitum)[3]